# Perry (Cambridgeshire)
Perry è un villaggio e parrocchia civile dell'Inghilterra, appartenente alla contea del Cambridgeshire.